# Euphyia responsata
Euphyia responsata là một loài bướm đêm trong họ Geometridae.